# Ислам в Финляндии

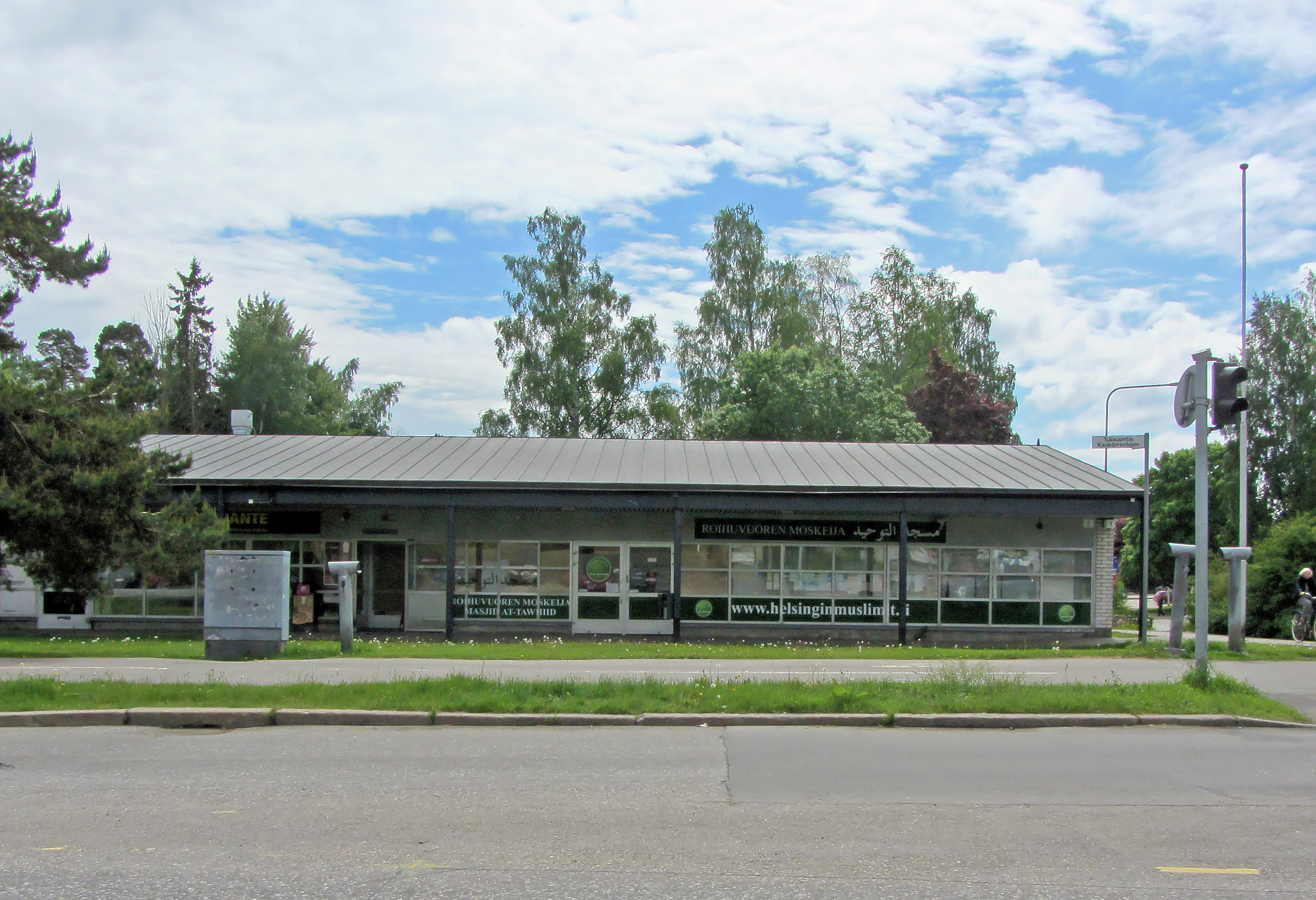
Здание для молитвы исламской общины в районе Ройхувуори, Хельсинки

Исла́м в Финля́ндии (фин. Islam Suomessa швед. Islam i Finland) — религиозное движение на территории Финляндии, члены которого исповедуют ислам как основу своего мировоззрения или этнической идентичности.
На первую половину 2020 года численность мусульман в Финляндии составила около 80 тысяч человек, что вывело мусульманскую общину на второе место по числу последователей после евангелическо-лютеранской церкви и превысило число православных христиан. Прогнозируется, что к 2050 году число последователей ислама вырастет до 190 тысяч и составит 3,4 % от числа жителей страны.

## История

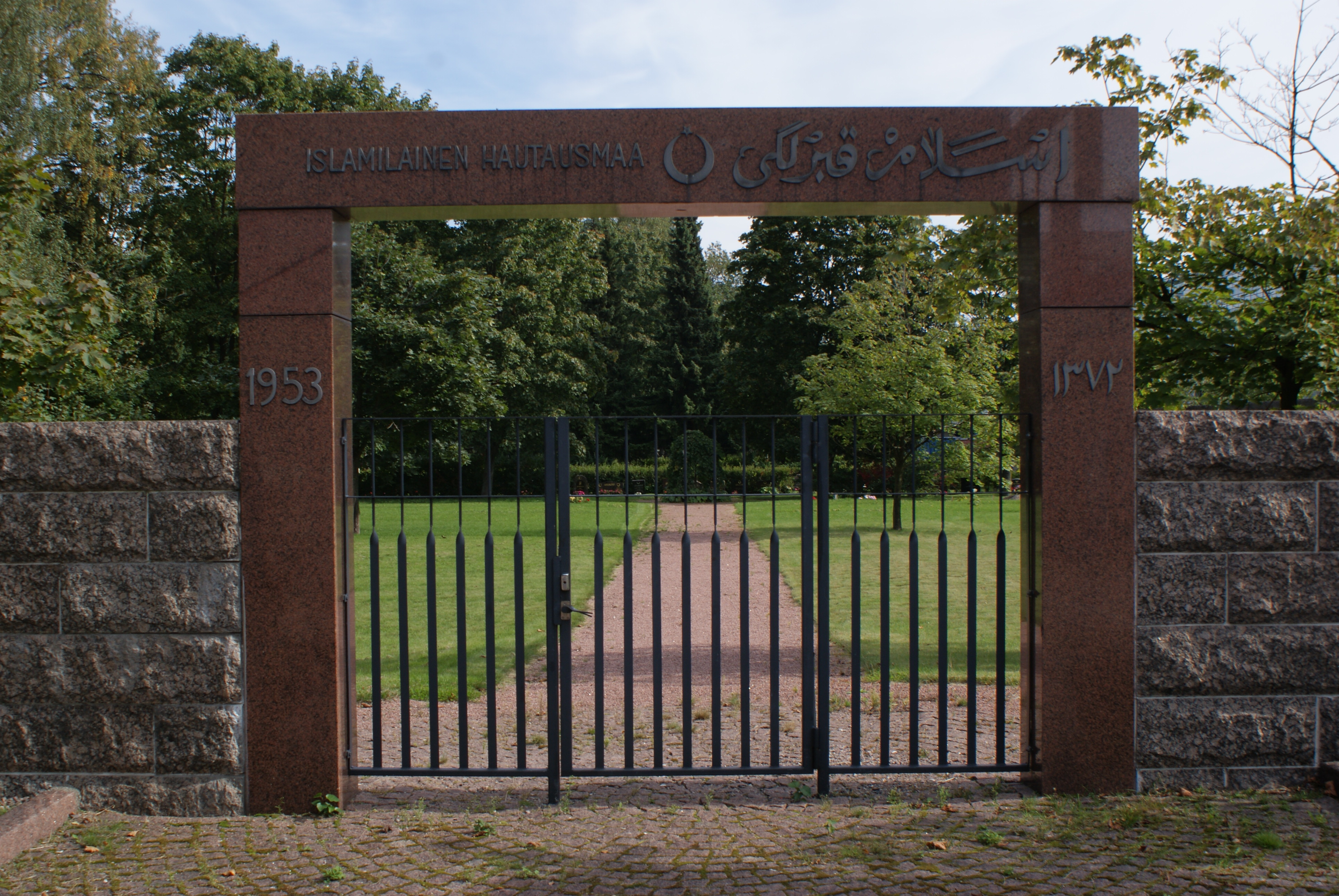
Мусульманское кладбище в Хельсинки

Мусульманские приходы и мечети в Финляндии существуют с 1836 года, которые были представлены исключительно финскими татарами, принадлежащими к историческим национальным меньшинствам страны. Финские татары прибыли в страну в качестве купцов и солдат, выслуживших установленный в Российской империи срок военной службы. Позднее к ним присоединились члены их семей. В 1862 тогдашним генерал-губернатором было предписано об отводе помещения для мусульман, а в 1867 было прекращено содержание мечети Ревеля. В 1870 году Салимгарей Тевкелев обратился к Министру внутренних дел с просьбой предоставить место для моления, а тот в свою очередь обратился к финляндскому, лифляндскому, эстляндскому и курляндскому генерал-губернаторам, на что получил ответ «в Выборге не положено по штату ни магометанской молельни, ни духовенства».
С конца XX века число мусульман в Финляндии резко возросло за счёт иммигрантов.
Финская исламская ассоциация (фин. Suomen Islam-seurakunta) была основана в 1925 году. На практике, это общество принимает в свои ряды людей только татарского меньшинства (или турецкого в целом происхождения).
В 1960 году закончилось строительство здания Татарской мусульманской общины в Хельсинки, где имеется и помещение мечети, и библиотека, и учебные классы, и административные офисы.

## Этнические группы мусульман в Финляндии
Мусульманское сообщество Финляндии разделено по этническому признаку — есть так называемые сомалийские, турецкие, арабские, пакистанские, а также татарские мечети.
- Сомалийцы (более 20 тысяч) (на 2017 год)
- Арабы (2600)
- Персы (1700)
- Уйгуры (1000)
- Турки (включая татар) (10 тысяч)
- Косовары (1000)
- Пакистанцы (400)
- Тайцы (40)
- Другие (500)

### Список мусульманских обществ
- Al-Risala Islamilainen Yhdyskunta
- Anjuman-E-Islahul-Muslimeen of Turku
- Espoon Islamilainen Yhdyskunta Suomessa
- Helsingin Islamin Kutsu-seurakunta
- Helsinki Islam Keskus
- Islam ja Rakkaus
- Islam ja Rakkaus Lahden seurakunta
- Islamilainen Al-Hudaa Yhdyskunta Suomessa
- Islamin Kutsu-Yhdyskunta
- Keski-Suomen Islamilainen Yhdyskunta
- Pohjois-Suomen Islamilainen yhdyskunta
- Resalat Islamilainen Yhdyskunta
- Savon Islamilainen Yhdyskunta
- Suomen Bosnialainen Islam-yhdyskunta
- Suomen Islam-Keskus
- Suomen Islam-seurakunta
- Suomen Islamilainen Yhdyskunta
- Suomen Shiiamuslimit
- Tampereen Islamilainen seurakunta
- Tampereen Islamin Yhdyskunta
- The Islamic Rahma Center in Finland
- Vaasan alueen Islamilainen Yhdyskunta

## Современное состояние

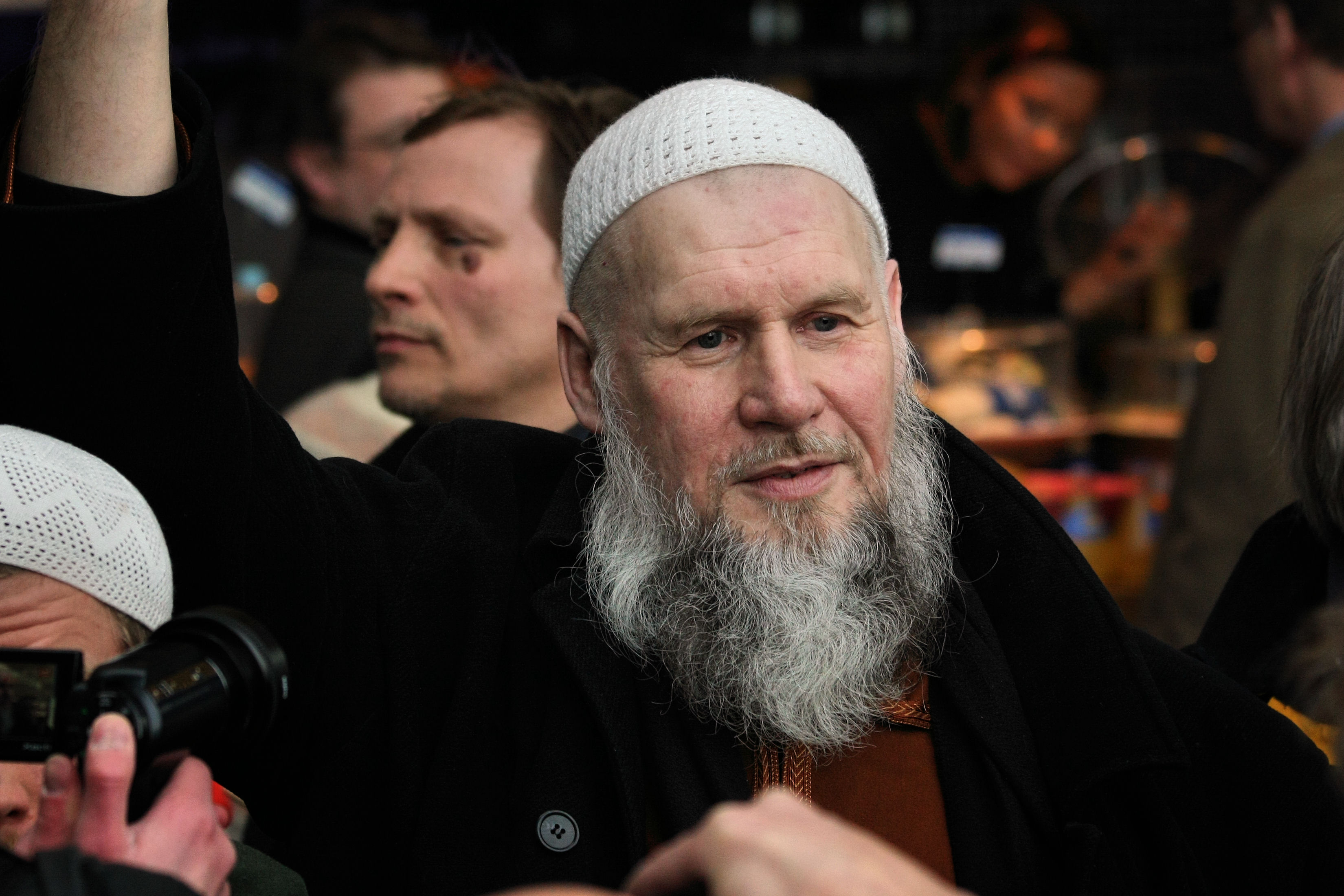
Абдулла Тамми, лидер Исламской партии Финляндии в 2007—2009 годах

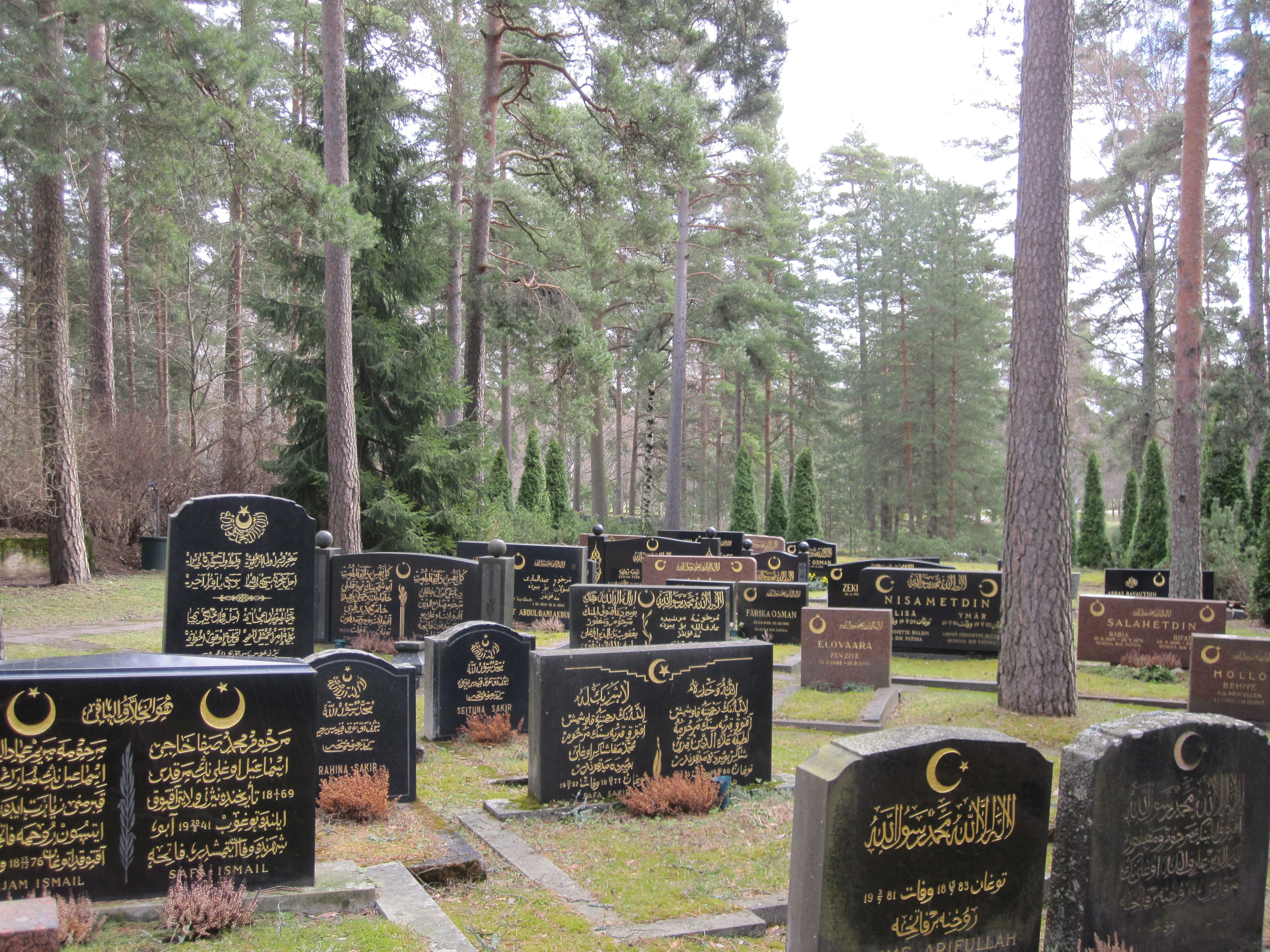
Участок мусульманского кладбища в Турку

По оценкам 1999 года в стране проживало около 20 тысяч мусульман. В 2010 году их число увеличилось до 45 тысяч. По другим данным, в 2015 году число мусульман составляло около 40 тысяч человек (0,7 % от всего населения).
В 2010 году из 40 действовавших в стране мечетей, в Хельсинки находилось 10 молитвенных помещений (среди них — Татарская мечеть, Пакистанская мечеть, Турецкая мечеть и др.), которые представляют собой достаточно большие молельные залы, в большинстве случаев арендованные. Исключением является отдельно стоящая мечеть в городе Ярвенпяа в 40 км от Хельсинки. Эта мечеть была построена татарами в 1944 году и долгое время являлась самой северной мечетью в мире.
В стране действует Исламская партия Финляндии, одним из председателей которой был принявший ислам финн Абдулла Тамми.
Рост числа последователей ислама в Финляндии приводит к развитию разных форм общественных отношений, соответствующих исламским религиозным требованиям: в бассейнах для мусульманок отводятся отдельные часы и они приходят плавать в специальных купальниках, закрывающих тело; в родильных отделениях по требованию мусульманок предоставляют врачей-женщин; открываются магазины, продающие мясо и другие продукты стандарта халяль; в армии призывники имеют молельные комнаты.
В 2014 году в рапорте полиции безопасности отмечалась возросшая угроза исламистского терроризма в Финляндии, а также расширение в стране движения джихадизма и соблюдения законов шариата. В год в Финляндии регистрируется 30-60 угроз совершения насилия во имя чести семьи, в связи с чем действуют программы защиты подвергшихся угрозам.
Предположительно, к 2050 году в Финляндии будет проживать около 190 тысяч мусульман, что возможно будет соответствовать 3,4 % от всего населения (этот показатель в Финляндии будет относительно низким, так как к 2050 году, как ожидается, мусульмане будут составлять 10 % европейского населения). В связи с ростом численности мусульман, в стране возросла потребность в халяльном мясе, которого производят в стране недостаточно.
Планы строительства в Хельсинки большой мечети, желание финансирования которой высказала королевская семья Бахрейна, на конец 2017 года были приостановлены. В качестве одного из возможных мест расположения мечети рассматривался район Ханасаари